# Kitchener

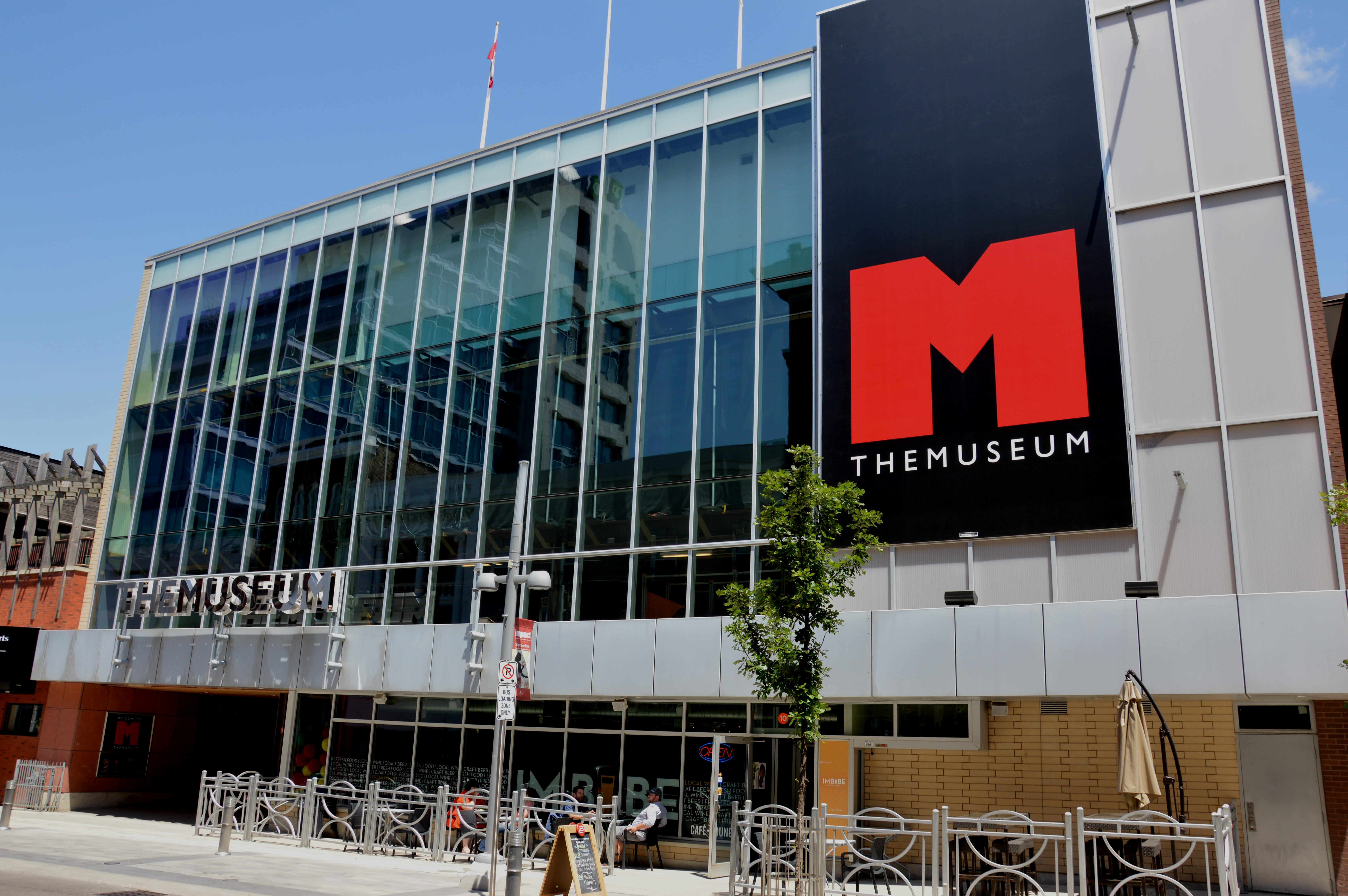
The Museum

Kitchener (oficialmente y en inglés, City of Kitchener; pronunciado [ˈkɪtʃɨnər]) es una ciudad situada en la provincia de Ontario, Canadá. Según el censo de 2021, tiene una población de 256 885 habitantes.
Forma parte de la Municipalidad Regional de Waterloo, junto con las ciudades de Cambridge y Waterloo y otros municipios menores.
De 1854 hasta 1912 fue conocida como Town of Berlin y desde ese año hasta 1916 como City of Berlin. Entonces se cambió el nombre con motivo de la Primera Guerra Mundial para distanciarla de Berlín, y recibió su actual designación en honor a Horatio Herbert Kitchener, Primer Conde de Kitchener.
A menudo se habla de Kitchener y Waterloo como "Kitchener-Waterloo" (K-W), a pesar de que tienen gobiernos locales separados.